# Christopher Showerman
Christopher Showerman (n. 24 iunie 1971, Jackson, Michigan) este un actor american de film și de teatru. Fraser l-a portretizat pe George în George of the Jungle 2 (2003).